# Dolní Sasko
Dolní Sasko (německy Niedersachsen  [ˈniːdɐzaksn̩]) je druhá největší ze 16 spolkových zemí Spolkové republiky Německo. Rozkládá se na severozápadě Německa při pobřeží Severního moře a svým územím zcela obklopuje město Brémy, patřící ke spolkové zemi Svobodné hanzovní město Brémy. Hlavním a největším městem je Hannover.

## Historie
Dolní Sasko vzniklo v rámci Britské okupační zóny Německa spojením téměř celého Hannoverska (včetně původně hamburské exklávy Cuxhavenu), většiny Brunšvicka, Oldenburska (bez jeho bývalých exkláv) a Schaumburgu-Lippe. Od 30. června 1993 je jeho součástí i malá část bývalé NDR obec Amt Neuhaus, jejíž území (s výjimkou Niendorfu) do roku 1945 náleželo k Hannoversku.

## Administrativní členění

### Městské a zemské okresy

Mapa Dolního Saska s vyznačenými zemskými a městskými okresy.

V Dolním Sasku se nachází 10 městských okresů
| - Braunschweig - Delmenhorst - Emden - Göttingen - Hannover | - Oldenburg - Osnabrück - Salzgitter - Wilhelmshaven - Wolfsburg |

Dále se dělí na 37 zemských okresů:
| - Ammerland - Aurich - Celle - Cloppenburg - Cuxhaven - Diepholz - Emsland - Frísko (Friesland) - Gifhorn - Goslar - Göttingen - Hrabství Bentheim (Grafschaft Bentheim) - Hameln-Pyrmont - Hannover - Harburg - Lüneburské vřesoviště (Heidekreis) - Helmstedt - Hildesheim - Holzminden | - Leer - Lüchow-Dannenberg - Lüneburg - Nienburg/Weser - Northeim - Oldenburg - Osnabrück - Osterholz - Peine - Rotenburg (Wümme) - Schaumburg - Stade - Uelzen - Vechta - Verden - Wesermarsch - Wittmund - Wolfenbüttel |